# Марганцевий чавун
Ма́рганцевий чаву́н — високолегований чавун, у якого основним легувальним елементом є марганець (Mn).

## Хімічний склад
Марка чавуну визначається його хімічним складом. Марки марганцевих чавунів за ГОСТ 7769-82 та їх хімічний склад подано у таблиці.
| Марка чавуну | %C      | %Si     | %Mn     | %P    | %S    | %Cr       | %Ni     | %Cu     | %Mo     | %Al     |
| ------------ | ------- | ------- | ------- | ----- | ----- | --------- | ------- | ------- | ------- | ------- |
| ЧГ6С3Ш       | 2,2…3,0 | 2,0…3,5 | 4,0…7,0 | <0,06 | <0,03 | 0,00…0,15 | -       | -       | 0,5…1,0 | 0,5…1,5 |
| ЧГ7Х4        | 3,0…3,8 | 1,4…2,0 | 6,0…8,0 | <0,10 | <0,05 | 3,0…5,0   | -       | -       | -       | -       |
| ЧГ8Д3        | 3,0…3,8 | 2,0…2,5 | 7,0…9,0 | <0,3  | <0,1  | -         | 0,8…1,5 | 2,5…3,5 | -       | 0,5…1,0 |

Примітка. У позначенні марок чавуну літери означають: Ч — чавун; легувальні елементи: Х — хром, С — кремній, Г — марганець, Д — мідь, літера Ш вказує, що графіт у чавуні має кулясту форму.

## Властивості
Механічні властивості марганцевих чавунів наведено у таблиці
| Марка чавуну | Границя міцності на розтяг, σв, МПа | Границя міцності на згин, σзг, МПа | Твердість за Брінеллем, HB |
| ------------ | ----------------------------------- | ---------------------------------- | -------------------------- |
| ЧГ6С3Ш       | 490                                 | 680                                | 219…259                    |
| ЧГ7Х4        | 150                                 | 330                                | 390…450                    |
| ЧГ8Д3        | 150                                 | 330                                | 176…285                    |

Експлуатаційні властивості:
- ЧГ6С3Ш, ЧГ7Х4 — зносостійкі в абразивному середовищі та проти стирання у пило- та пульпопроводах, млинах тощо;
- ЧГ8Д3 — маломагнітний, зносостійкий чавун для експлуатації в умовах підвищених температур.

## Використання
Чавуни марок ЧГ6С3Ш, ЧГ7Х4 використовують для виготовлення зносостійких деталей розмелювального устаткування, деталей насосів, футерівки млинів, дробо- та піскоструменевих камер.
Чавун марки ЧГ8Д3 використовують для виготовлення немагнітних деталей та спряжених тертьових деталей арматури.